# 이반 우호프
이반 세르게예비치 우호프(러시아어: Иван Сергеѐвич Ухов, 1986년 3월 29일 ~ )는 러시아의 육상 선수이다. 그는 2010년 유럽 육상 선수권 대회에서 은메달을 땄다. 그는 런던에서 열린 2012년 하계 올림픽에서 금메달을 땄지만, 2012년 7월 16일부터 2015년 12월 31일까지의 모든 결과가 도핑 위반으로 판명되어 자격을 박탈당했다.
그의 키는 1.92m이고 몸무게는 83kg이다.